# Homi Sethna
Homi Nusserwanji Sethna (Parsi, 24 de agosto de 1923 – 5 de septiembre de 2010) fue un científico nuclear e ingeniero químico indio, que ocupó el cargo de Jefe de la Comisión de la Energía Atómica de la India durante la primera prueba nuclear de 1974.
Fue una figura principal y central en el programa nuclear civil de la India, así como en la construcción de plantas de energía nuclear. Completó la construcción de la planta de torio en Trombay y el de la instalación de la planta de plutonio en 1959. Esto fue diseñado y construido en su totalidad por científicos e ingenieros indios bajo la dirección de H. N. Sethna como ingeniero del proyecto. La mina de uranio de Jaduguda, Jharkhand también se construyó bajo su dirección en 1967.